# Vitali Rähimov
Vitali Rähimov (azerbajdzjanska: Vitali Rəhimov), född 27 augusti 1984 i Meghri i Armeniska SSR i Sovjetunionen (nuvarande Armenien), är en azerisk brottare som tog OS-silver i fjäderviktsbrottning i den grekisk-romerska klassen 2008 i Peking. Efter att hans dopningsprov åter analyserats 2016 visade det sig innehålla förbjudna substanser, varefter Rähimov diskvalificerades. År 1994 började han med den grekisk-romerska brottningen.